# Castillo de Nijō
El Castillo de Nijō (二条城 Nijō-jō?) es un castillo japonés localizado en Kioto, Japón. La superficie total del castillo es de 275 000 metros cuadrados, de los cuales 8000 metros cuadrados están ocupados por diversos edificios.
Forma parte del conjunto de Monumentos históricos de la antigua Kioto (ciudades de Kioto, Uji y Otsu) declarados Patrimonio de la Humanidad por la Unesco en el año 1994.

## Historia
En 1601 Tokugawa Ieyasu, el fundador del shogunato Tokugawa, ordenó a todos los señores feudales que contribuyeran a construir el castillo de Nijō, que se terminó durante el reinado de Tokugawa Iemitsu en 1626. Fue construido como la residencia en Kioto de los shogunes Tokugawa. Durante el shogunato Tokugawa, la capital del país era Edo, pero en Kioto residía la Corte Imperial.
El castillo central o donjon fue alcanzado por un rayo y destruido en 1750.
En 1788, el palacio interior fue destruido por un incendio que se propagó por la ciudad, quedando prácticamente abandonado hasta 1893.
En 1867, el Palacio de Ninomaru fue el lugar desde el cual Tokugawa Yoshinobu declaró que regresaba la autoridad a la Corte Imperial de Kioto. Al siguiente año, los miembros del gabinete se instalaron en el castillo. En 1939 el palacio fue donado a la ciudad de Kioto y se abrió al público en 1940.

## Organización

### Defensas
El castillo de Nijō tenía dos defensas en forma de anillos concéntricos, las cuales consistían en muros y un ancho foso. También contaba con un muro mucho más sencillo que rodeaba el Palacio de Ninomaru. El muro exterior tiene tres puertas, mientras que el interior tiene dos. En la esquina suroeste del muro interior se encuentra la base de una torre de cinco pisos de alto, la cual se destruyó en 1750. El muro interior protege el Palacio de Honmaru y su jardín. Entre los dos anillos principales de defensa se encuentra el Palacio de Ninomaru, cocinas, la guardia y diversos jardines.

### Palacio de Ninomaru
El Palacio de Ninomaru tiene una superficie de 3300 metros cuadrados y está construido principalmente de ciprés Hinoki. Localizado en el lado este, se caracteriza por su elegante y simple estilo arquitectónico Shoin-zukuri, con un aire del japonés samurai. La lujosa decoración del palacio incluye grandes cantidades de hojas de oro, así como grabados en madera, con lo cual se intentaba impresionar a los visitantes con el poder y bienestar del shōgun. Las puertas corredizas y las paredes de cada habitación están decoradas con diversas pinturas realizadas por artistas de la famosa escuela Kanō. Los motivos de las pinturas en las paredes de las habitaciones fueron escogidos según la función de cada una.
El castillo es un ejemplo del control social manifestado en la arquitectura. Los visitantes de bajo rango eran recibidos en las habitaciones exteriores, en la región más austera del Ninomaru, mientras que a los visitantes de alto rango se les recibía en habitaciones interiores, con decoraciones sumamente lujosas. Lejos de intentar ocultar las entradas a las habitaciones donde se encontraban sus guardaespaldas, como en muchos castillos, los Tokugawa preferían mostrarlas prominentemente para expresar un sentido de intimidación y poder a todos los visitantes del Periodo Edo.
En el interior, hay diversas secciones: el sector de acceso, el Tozamurai, el Shikidai, el hall principal, la habitación Sotetsu, el Kuro Shoin y el Shiro Shoin. Cuenta con 33 habitaciones y sobre 800 tatami. El edificio alojaba distintos recibidores, oficinas y cuarteles personales del shogun, donde sólo estaba permitida la presencia de personal femenino. Las áreas de cocina y almacenes del palacio (daidokoro y okiyodokoro) se hallan en el lado noreste del palacio. Una de las más impresionantes características del castillo de Nijō eran los “pisos de ruiseñor” en los corredores. Para proteger a los ocupantes del ataque de asesinos que se escabulleran en el interior, el piso del corredor que rodea el palacio se construyó de tal modo que estos “trinaban como pájaros al caminar sobre ellos”. La estructura de este piso recibe el nombre de Uguisu-Bari o Piso del Ruiseñor.

### Palacio de Honmaru
El Palacio de Honmaru ocupa una superficie de 1600 metros cuadrados y está compuesto de cuatro partes: Las habitaciones, los cuartos para recepción y entretenimiento, los vestíbulos y el área de la cocina. Todas las zonas se encuentran conectadas por corredores y patios. El estilo arquitectónico es de finales del Periodo Edo y el edificio cuenta con pinturas de diversos artistas famosos como Kanō Eigaku.
El Palacio de Honmaru fue conocido originalmente como Palacio de Katsura antes de ser reubicado en el sitio en él se halla el día de hoy.

### Jardines
El área del castillo tiene varios jardines, así como arboledas de cerezos y árboles ume:
- El Jardín Ninomaru es una muestra del estilo shoin zukuri a gran escala. El diseño original del jardín se dice que fue obra de Kobori Enshu, maestro diseñador de jardines y maestro de la ceremonia del té. El jardín fue renovado en 1626 cuando el nuevo palacio fue construido en la parte sur del jardín por el Emperador Gomizuno-o. El jardín está ubicado entre los dos anillos principales de defensa, junto al palacio del mismo nombre. El jardín tiene un gran estanque con tres pequeñas islas: en el centro está la llamada Isla de la Eterna Felicidad (Horai-jima), la cual está flanqueada por dos islas más pequeñas, La Isla de la Cigüeña (Tsuru-jima) y La Isla de la Tortuga (Kam-jima).
- El Jardín Seiryū-en es la construcción más reciente de todo el castillo. Fue construido en 1965 en la parte norte del complejo con la finalidad de poder recibir en este lugar a los visitantes oficiales de la ciudad de Kioto, así como para ser escenario de diversos eventos culturales. Mezcla elementos de estilo japonés -como la laguna y las más de mil piedras cuidadosamente ubicadas- con elementos occidentales, como el césped. El jardín Seiryū-en comprende dos casas de té -la Koun-tei y la Waraku-an- que son usadas en ceremonias públicas y recepciones oficiales. El jardín cubre un área de 16 500 metros cuadrados.

## Galería de imágenes

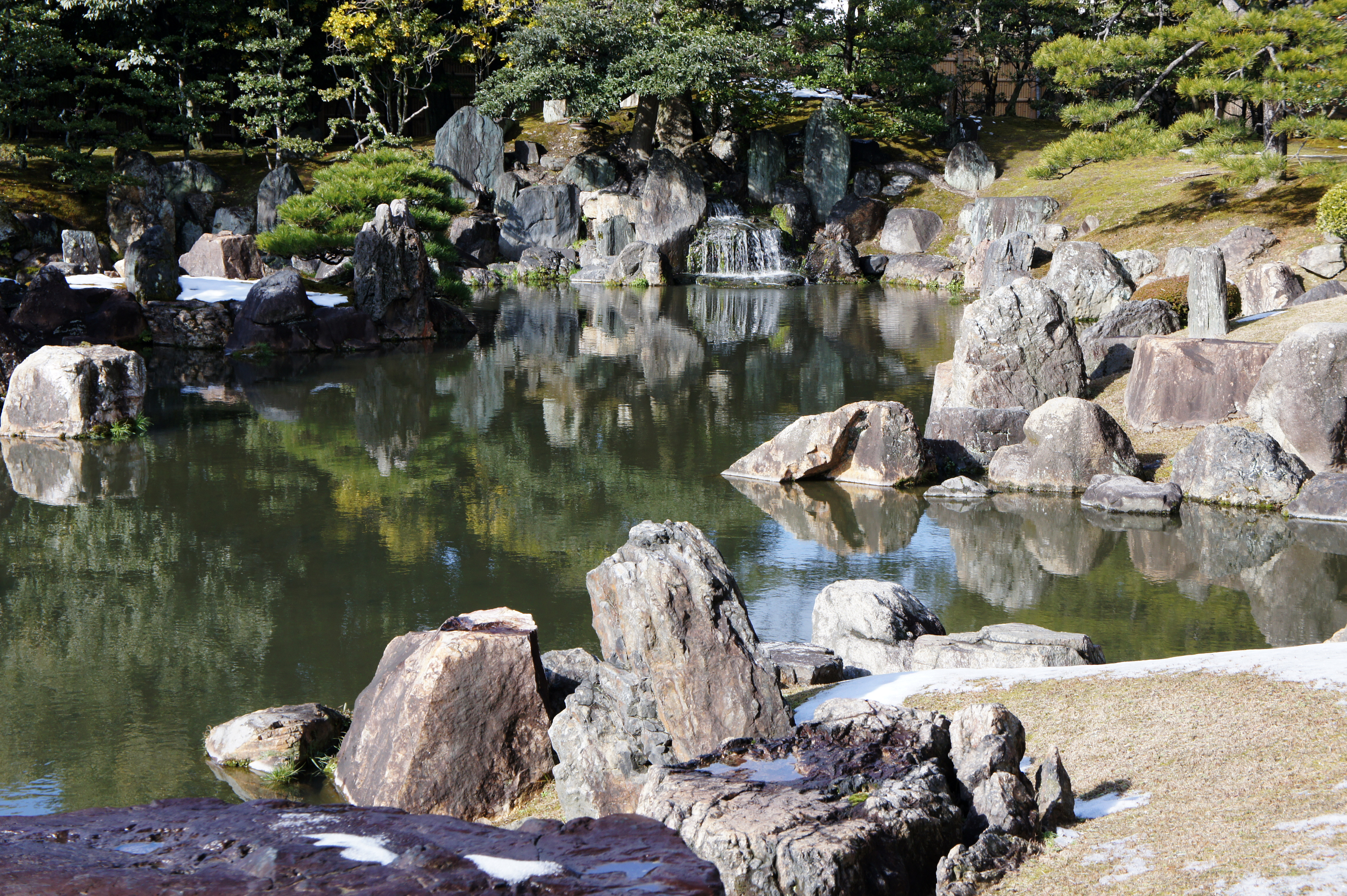
El estanque del jardín de Ninomaru.
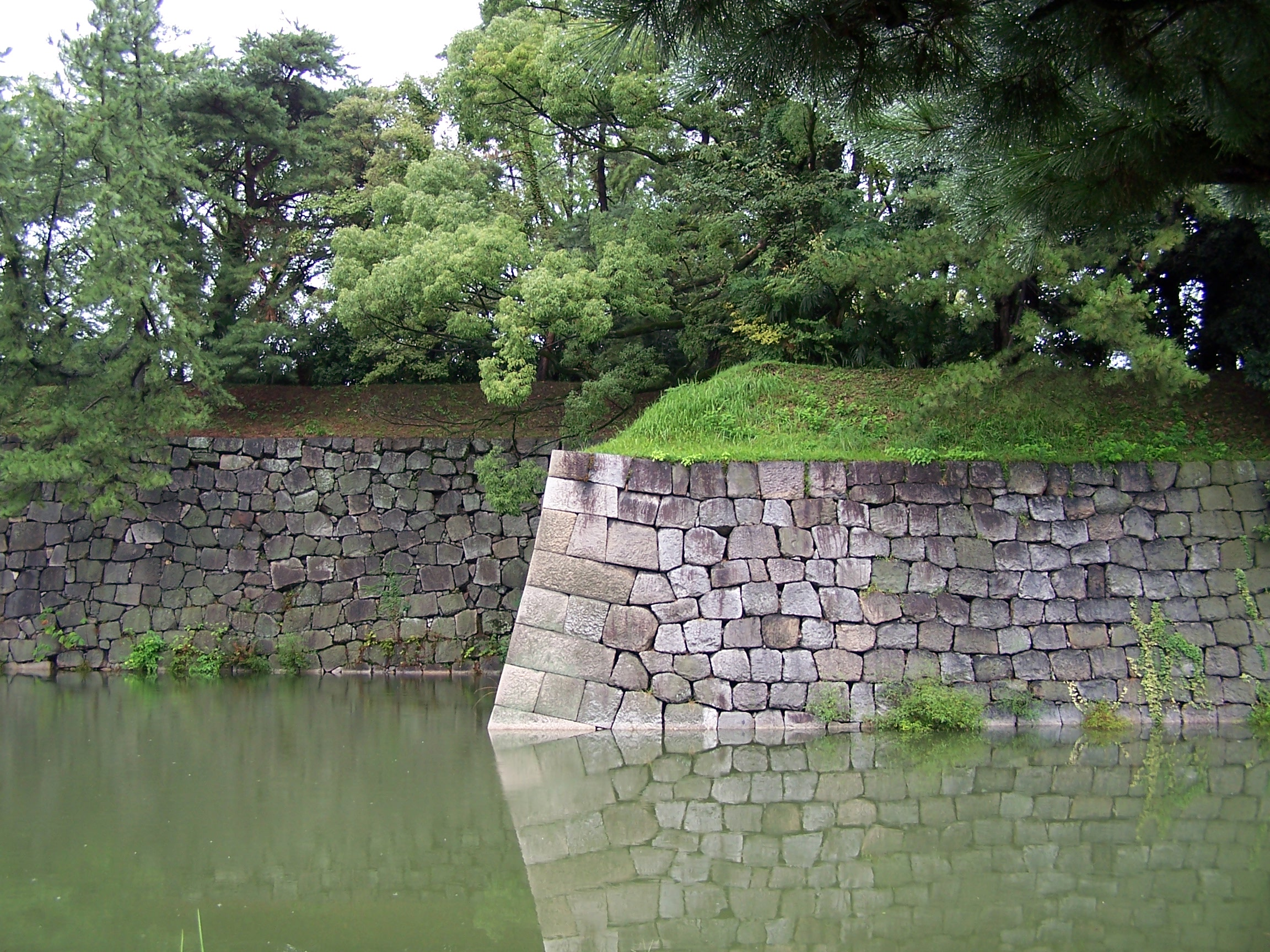
Muros interiores y foso del castillo de Nijō.
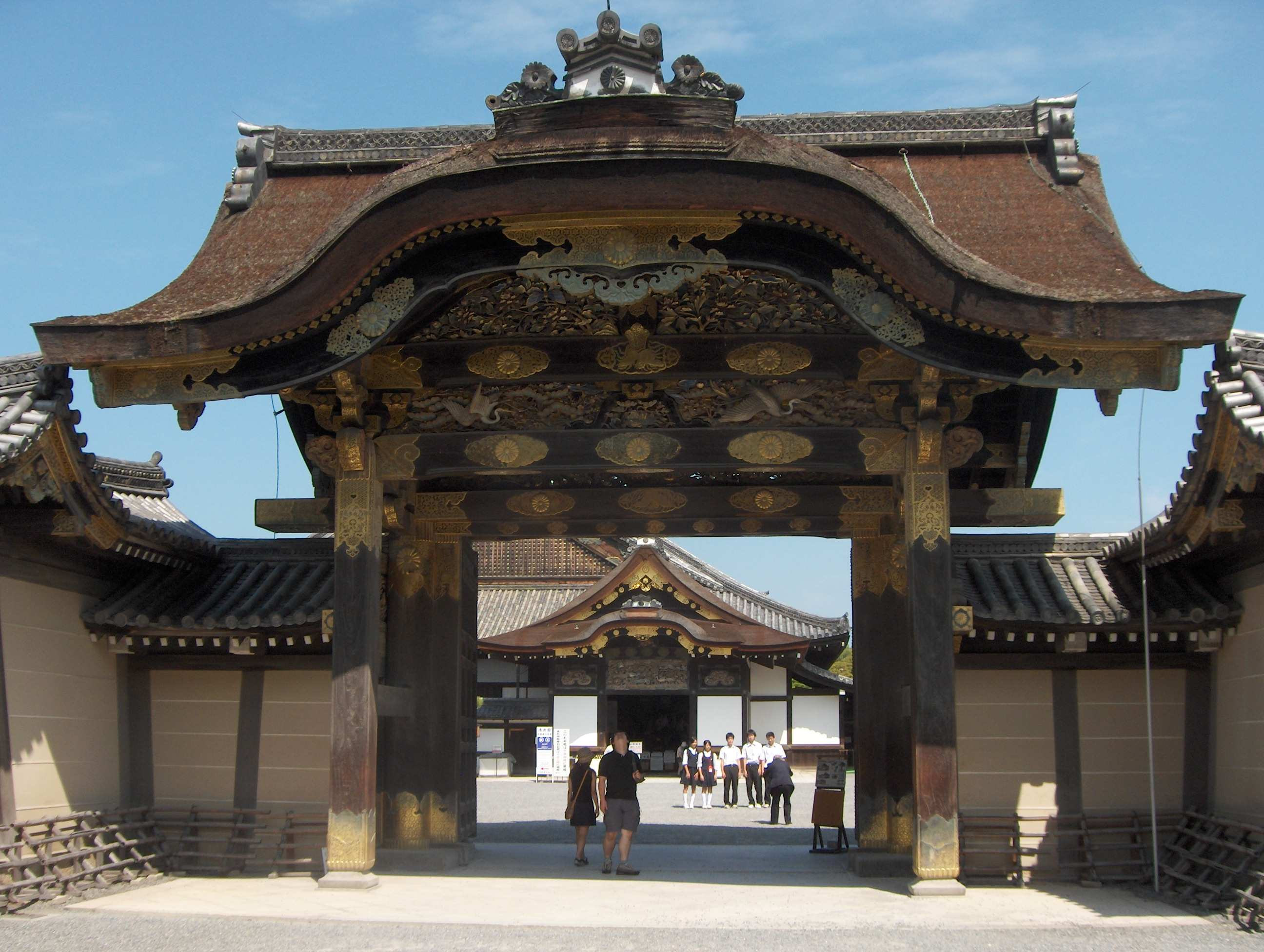
Puerta principal del Palacio de Ninomaru.
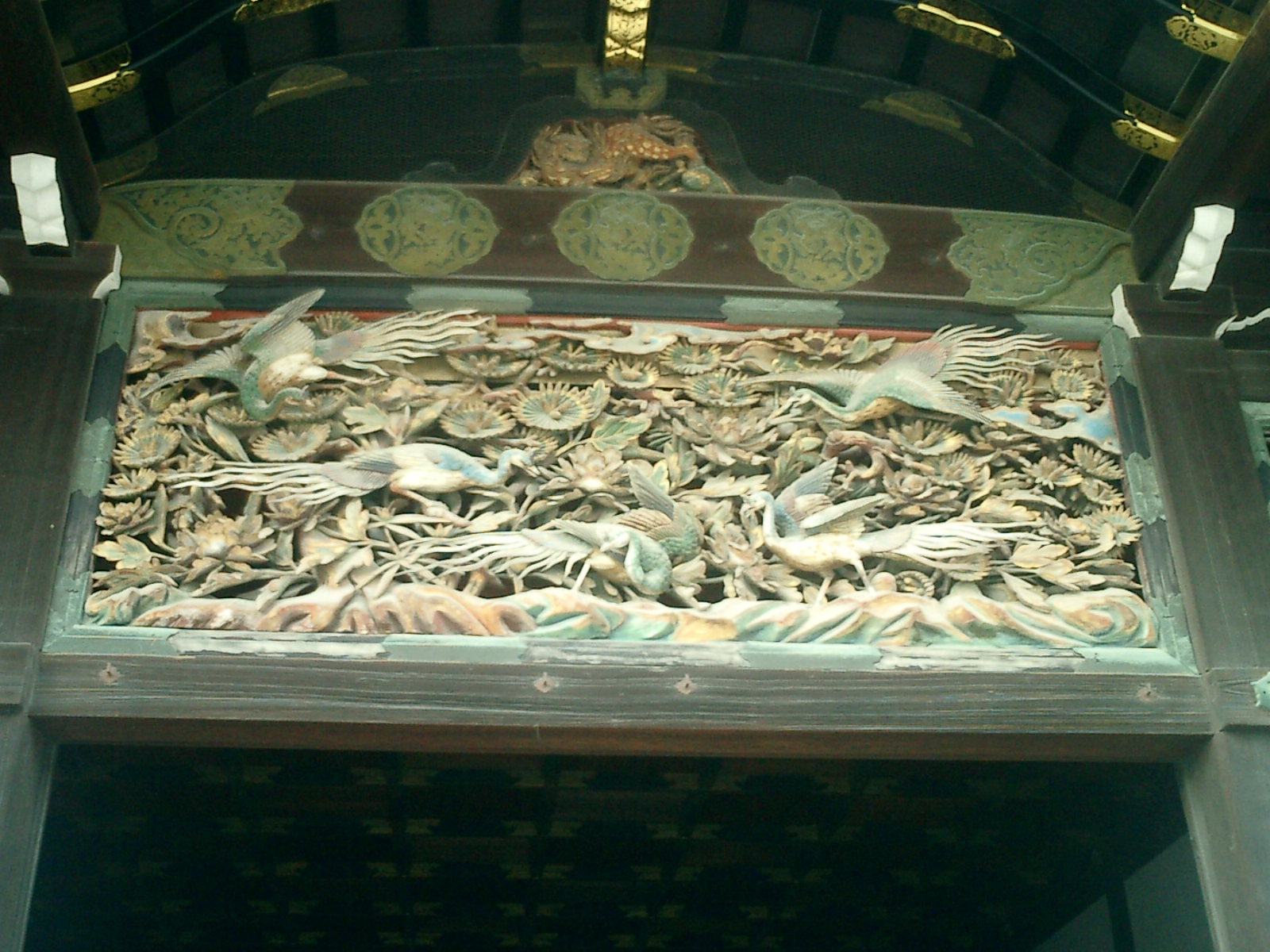
Detalle de trabajo en madera en el palacio de Ninomaru.